# Slowakije op de Olympische Zomerspelen 2020
Slowakije nam deel aan de Olympische Zomerspelen 2020 in Tokio, Japan.

## Medailleoverzicht
| Medaille | Naam                                           | Sport       | Onderdeel      | Datum      |
| -------- | ---------------------------------------------- | ----------- | -------------- | ---------- |
| Goud     | Zuzana Rehák-Štefečeková                       | Schietsport | trap (v)       | 29 juli    |
|          |                                                |             |                |            |
| Zilver   | Jakub Grigar                                   | Kanovaren   | K-1 slalom (m) | 30 juli    |
| Zilver   | Rory Sabbatini                                 | Golf        | mannen         | 1 augustus |
|          |                                                |             |                |            |
| Brons    | Samuel Baláž Denis Myšák Erik Vlček Adam Botek | Kanovaren   | K-4 500m (m)   | 7 augustus |

## Atleten
| sport        | mannen | vrouwen | totaal |
| ------------ | ------ | ------- | ------ |
| Atletiek     | 5      | 4       | 9      |
| Badminton    | 0      | 1       | 1      |
| Boksen       | 1      | 0       | 1      |
| Boogschieten | 0      | 1       | 1      |
| Golf         | 1      | 0       | 1      |
| Gymnastiek   | 0      | 1       | 1      |
| Kanovaren    | 7      | 2       | 9      |
| Schietsport  | 4      | 3       | 7      |
| Tafeltennis  | 2      | 1       | 3      |
| Tennis       | 3      | 0       | 3      |
| Wielersport  | 2      | 0       | 2      |
| Worstelen    | 1      | 0       | 1      |
| Zwemmen      | 1      | 1       | 2      |
| totaal       | 27     | 14      | 41     |

## Deelnemers en resultaten

### Atletiek
Mannen
Loopnummers
| atleet           | onderdeel          | series | series | kwartfinale | kwartfinale | halve finale   | halve finale   | finale         | finale         |
| atleet           | onderdeel          | tijd   | rang   | tijd        | rang        | tijd           | rang           | tijd           | rang           |
| ---------------- | ------------------ | ------ | ------ | ----------- | ----------- | -------------- | -------------- | -------------- | -------------- |
| Ján Volko        | 100 m              | bye    | bye    | 10,40       | 6           | niet geplaatst | niet geplaatst | niet geplaatst | niet geplaatst |
| Ján Volko        | 200 m              | 21,21  | 5      | n.v.t.      | n.v.t.      | niet geplaatst | niet geplaatst | niet geplaatst | niet geplaatst |
| Miroslav Úradník | 20 km snelwandelen | n.v.t. | n.v.t. | n.v.t.      | n.v.t.      | n.v.t.         | n.v.t.         | 1:29.25        | 41             |
| Michal Morvay    | 50 km snelwandelen | n.v.t. | n.v.t. | n.v.t.      | n.v.t.      | n.v.t.         | n.v.t.         | 4:15.22        | 41             |
| Matej Tóth       | 50 km snelwandelen | n.v.t. | n.v.t. | n.v.t.      | n.v.t.      | n.v.t.         | n.v.t.         | 3:56.23        | 14             |

Technische nummers
| atleet          | onderdeel      | kwalificaties | kwalificaties | finale         | finale         |
| atleet          | onderdeel      | afstand       | rang          | afstand        | rang           |
| --------------- | -------------- | ------------- | ------------- | -------------- | -------------- |
| Marcel Lomnický | kogelslingeren | 72,52         | 24            | niet geplaatst | niet geplaatst |

Vrouwen
Loopnummers
| atlete            | onderdeel         | series  | series | kwartfinale | kwartfinale | halve finale   | halve finale   | finale         | finale         |
| atlete            | onderdeel         | tijd    | rang   | tijd        | rang        | tijd           | rang           | tijd           | rang           |
| ----------------- | ----------------- | ------- | ------ | ----------- | ----------- | -------------- | -------------- | -------------- | -------------- |
| Gabriela Gajanová | 800 m             | 2.01,41 | 7      | n.v.t.      | n.v.t.      | niet geplaatst | niet geplaatst | niet geplaatst | niet geplaatst |
| Emma Zapletalová  | 400 m horden      | 55,00   | 6 q    | n.v.t.      | n.v.t.      | 55,79          | 6              | niet geplaatst | niet geplaatst |
| Mária Czaková     | 20km snelwandelen | n.v.t.  | n.v.t. | n.v.t.      | n.v.t.      | n.v.t.         | n.v.t.         | 1:41.29        | 45             |

Technische nummers
| atlete           | onderdeel      | kwalificaties | kwalificaties | finale         | finale         |
| atlete           | onderdeel      | afstand       | rang          | afstand        | rang           |
| ---------------- | -------------- | ------------- | ------------- | -------------- | -------------- |
| Martina Hrašnová | kogelslingeren | 66,63         | 25            | niet geplaatst | niet geplaatst |

### Badminton
Vrouwen
| atlete          | onderdeel | groepsfase                   | groepsfase            | groepsfase           | groepsfase | eliminatie           | kwartfinale          | halve finale         | finale / BM          | finale / BM |
| atlete          | onderdeel | tegenstander uitslag         | tegenstander uitslag  | tegenstander uitslag | rang       | tegenstander uitslag | tegenstander uitslag | tegenstander uitslag | tegenstander uitslag | rang        |
| --------------- | --------- | ---------------------------- | --------------------- | -------------------- | ---------- | -------------------- | -------------------- | -------------------- | -------------------- | ----------- |
| Martina Repiská | enkelspel | N Sotomayor W (21–19, 21–12) | M Li V (18-21, 16-21) | n.v.t.               | 2          | niet geplaatst       | niet geplaatst       | niet geplaatst       | niet geplaatst       | 15          |

### Boksen
Mannen
| atleet        | onderdeel     | eerste ronde         | tweede ronde         | kwartfinale          | halve finale         | finale               | rang           |
| atleet        | onderdeel     | tegenstander uitslag | tegenstander uitslag | tegenstander uitslag | tegenstander uitslag | tegenstander uitslag | rang           |
| ------------- | ------------- | -------------------- | -------------------- | -------------------- | -------------------- | -------------------- | -------------- |
| Andrej Csemez | middelgewicht | Prince W 4 - 0       | Darchinyan V 0 - 5   | niet geplaatst       | niet geplaatst       | niet geplaatst       | niet geplaatst |

### Boogschieten
Vrouwen
| atleet           | onderdeel   | plaatsingsronde | plaatsingsronde | eerste ronde         | tweede ronde         | derde ronde          | kwartfinale          | halve finale         | finale / BM          | finale / BM |
| atleet           | onderdeel   | score           | rang            | tegenstander uitslag | tegenstander uitslag | tegenstander uitslag | tegenstander uitslag | tegenstander uitslag | tegenstander uitslag | rang        |
| ---------------- | ----------- | --------------- | --------------- | -------------------- | -------------------- | -------------------- | -------------------- | -------------------- | -------------------- | ----------- |
| Denisa Baránková | individueel | 655             | 12              | R Pärnat V 4 – 6     | niet geplaatst       | niet geplaatst       | niet geplaatst       | niet geplaatst       | niet geplaatst       | 33          |

### Golf
Mannen
| atleet         | onderdeel | eerste ronde | tweede ronde | derde ronde | vierde ronde | totaal | totaal | totaal |
| atleet         | onderdeel | score        | score        | score       | score        | score  | par    | rang   |
| -------------- | --------- | ------------ | ------------ | ----------- | ------------ | ------ | ------ | ------ |
| Rory Sabbatini | mannen    | 69           | 67           | 70          | 61           | 267    | -17    | Zilver |

### Gymnastiek

#### Turnen
Vrouwen
| atlete           | onderdeel | kwalificatie | kwalificatie | kwalificatie | kwalificatie | kwalificatie | kwalificatie | finale         | finale         | finale         | finale         | finale         | finale         |
| atlete           | onderdeel | toestel      | toestel      | toestel      | toestel      | totaal       | positie      | toestel        | toestel        | toestel        | toestel        | totaal         | positie        |
| atlete           | onderdeel | sprong       | brug         | balk         | vloer        | totaal       | positie      | sprong         | brug           | balk           | vloer          | totaal         | positie        |
| ---------------- | --------- | ------------ | ------------ | ------------ | ------------ | ------------ | ------------ | -------------- | -------------- | -------------- | -------------- | -------------- | -------------- |
| Barbora Mokošová | meerkamp  | 13,333       | 13,333       | 11,700       | 12,833       | 51,199       | 52           | niet geplaatst | niet geplaatst | niet geplaatst | niet geplaatst | niet geplaatst | niet geplaatst |

### Kanovaren

#### Slalom
Mannen
| atleet       | onderdeel  | series | series | series | series | series    | series | halve finale | halve finale | finale | finale |
| atleet       | onderdeel  | run 1  | rang   | run 2  | rang   | beste run | rang   | tijd         | rang         | tijd   | rang   |
| ------------ | ---------- | ------ | ------ | ------ | ------ | --------- | ------ | ------------ | ------------ | ------ | ------ |
| Matej Beňuš  | C-1 slalom | 99,61  | 2      | 96,89  | 1      | 96,89     | 1 Q    | 106,40       | 9 Q          | 105,60 | 6      |
| Jakub Grigar | K-1 slalom | 94,37  | 9      | 92,38  | 8      | 92,38     | 8 Q    | 96,27        | 4 Q          | 94,85  | Zilver |

Vrouwen
| atlete           | onderdeel  | series | series | series | series | series    | series | halve finale | halve finale | finale | finale |
| atlete           | onderdeel  | run 1  | rang   | run 2  | rang   | beste run | rang   | tijd         | rang         | tijd   | rang   |
| ---------------- | ---------- | ------ | ------ | ------ | ------ | --------- | ------ | ------------ | ------------ | ------ | ------ |
| Monika Škáchová  | C-1 slalom | 125,65 | 16     | 116,85 | 11     | 116,85    | 12 Q   | 124,87       | 10 Q         | 129,39 | 9      |
| Eliška Mintálová | K-1 slalom | 107,67 | 3      | 117,55 | 18     | 107,67    | 8 Q    | 107,18       | 2 Q          | 158,36 | 9      |

#### Sprint
Mannen
| atleet                                         | onderdeel  | series   | series | kwartfinale | kwartfinale | halve finale | halve finale | finale   | finale |
| atleet                                         | onderdeel  | tijd     | rang   | tijd        | rang        | tijd         | rang         | tijd     | rang   |
| ---------------------------------------------- | ---------- | -------- | ------ | ----------- | ----------- | ------------ | ------------ | -------- | ------ |
| Peter Gelle                                    | K-1 1000 m | 3.42,131 | 2 HF   | bye         | bye         | 3.28,255     | 7 FB         | 3.28,240 | 14     |
| Samuel Baláž Adam Botek                        | K-2 1000 m | 3.13,982 | 3 KF   | 3.11,458    | 2 HF        | 3.20,917     | 6 FB         | 3.21,087 | 10     |
| Samuel Baláž Adam Botek Denis Myšák Erik Vlček | K-4 500 m  | 1.21,807 | 2 HF   | n.v.t.      | n.v.t.      | 1.23,799     | 2 FA         | 1.23,534 | Brons  |

Legenda: FA=finale A (medailles); FC=finale C (geen medailles); HF=halve finale KF=kwartfinale

### Schietsport
Mannen
| atleet         | onderdeel               | kwalificaties | kwalificaties | finale         | finale         |
| atleet         | onderdeel               | punten        | rang          | punten         | rang           |
| -------------- | ----------------------- | ------------- | ------------- | -------------- | -------------- |
| Patrik Jány    | 10 m luchtgeweer        | 630,5         | 4 Q           | 143,7          | 7              |
| Patrik Jány    | 50 m geweer 3 houdingen | 1172-61x      | 13            | niet geplaatst | niet geplaatst |
| Juraj Tužinský | 10 m luchtpistool       | 570           | 27            | niet geplaatst | niet geplaatst |
| Erik Varga     | trap                    | 122           | 11            | niet geplaatst | niet geplaatst |

Vrouwen
| atlete                   | onderdeel | kwalificaties | kwalificaties | finale         | finale         |
| atlete                   | onderdeel | punten        | rang          | punten         | rang           |
| ------------------------ | --------- | ------------- | ------------- | -------------- | -------------- |
| Danka Barteková          | skeet     | 118           | 13            | niet geplaatst | niet geplaatst |
| Zuzana Rehák-Štefečeková | trap      | 125 WR        | 1 Q           | 43 OR          | Goud           |

Gemengd
| atlete                              | onderdeel | kwalificaties | kwalificaties | finale         | finale         |
| atlete                              | onderdeel | punten        | rang          | punten         | rang           |
| ----------------------------------- | --------- | ------------- | ------------- | -------------- | -------------- |
| Marián Kovačócy Jana Špotáková      | trap      | 144           | 8             | niet geplaatst | niet geplaatst |
| Erik Varga Zuzana Rehák-Štefečeková | trap      | 146           | 3 Q           | 42             | 4              |

### Tafeltennis
Mannen
| atlete    | onderdeel | voorronde            | eerste ronde         | tweede ronde         | derde ronde          | vierde ronde         | kwartfinale          | halve finale         | finale / BM          | finale / BM    |
| atlete    | onderdeel | tegenstander uitslag | tegenstander uitslag | tegenstander uitslag | tegenstander uitslag | tegenstander uitslag | tegenstander uitslag | tegenstander uitslag | tegenstander uitslag | rang           |
| --------- | --------- | -------------------- | -------------------- | -------------------- | -------------------- | -------------------- | -------------------- | -------------------- | -------------------- | -------------- |
| Wang Yang | enkelspel | bye                  | bye                  | Powell W 4 – 0       | Niwa V 0 - 4         | niet geplaatst       | niet geplaatst       | niet geplaatst       | niet geplaatst       | niet geplaatst |

Vrouwen
| atlete    | onderdeel | voorronde            | eerste ronde         | tweede ronde         | derde ronde          | vierde ronde         | kwartfinale          | halve finale         | finale / BM          | finale / BM    |
| atlete    | onderdeel | tegenstander uitslag | tegenstander uitslag | tegenstander uitslag | tegenstander uitslag | tegenstander uitslag | tegenstander uitslag | tegenstander uitslag | tegenstander uitslag | rang           |
| --------- | --------- | -------------------- | -------------------- | -------------------- | -------------------- | -------------------- | -------------------- | -------------------- | -------------------- | -------------- |
| Chen Meng | enkelspel | bye                  | bye                  | Liu J V 0 - 4        | niet geplaatst       | niet geplaatst       | niet geplaatst       | niet geplaatst       | niet geplaatst       | niet geplaatst |

Gemengd
| atlete                          | onderdeel  | eerste ronde            | kwartfinale          | halve finale         | finale / BM          | finale / BM    |
| atlete                          | onderdeel  | tegenstander uitslag    | tegenstander uitslag | tegenstander uitslag | tegenstander uitslag | rang           |
| ------------------------------- | ---------- | ----------------------- | -------------------- | -------------------- | -------------------- | -------------- |
| Ľubomír Pištej Barbora Balážová | dubbelspel | Ionescu - Szőcs V 1 - 4 | niet geplaatst       | niet geplaatst       | niet geplaatst       | niet geplaatst |

### Tennis
Mannen
| atlete                    | onderdeel  | eerste ronde                   | tweede ronde                   | derde ronde                                 | kwartfinale          | halve finale         | finale / BM          | finale / BM    |
| atlete                    | onderdeel  | tegenstander uitslag           | tegenstander uitslag           | tegenstander uitslag                        | tegenstander uitslag | tegenstander uitslag | tegenstander uitslag | rang           |
| ------------------------- | ---------- | ------------------------------ | ------------------------------ | ------------------------------------------- | -------------------- | -------------------- | -------------------- | -------------- |
| Norbert Gombos            | enkelspel  | Giron V 6-7(4-7), 6-3, 2-6     | niet geplaatst                 | niet geplaatst                              | niet geplaatst       | niet geplaatst       | niet geplaatst       | niet geplaatst |
| Lukáš Klein               | enkelspel  | Duckworth V 7-5, 3-6, 6-7(4-7) | niet geplaatst                 | niet geplaatst                              | niet geplaatst       | niet geplaatst       | niet geplaatst       | niet geplaatst |
| Lukáš Klein Filip Polášek | dubbelspel | n.v.t.                         | Karatsev / Medvevev W 7-5, 6-4 | Karjicek / Sandgren V 7-6(7-2), 2-6, [5-10] | niet geplaatst       | niet geplaatst       | niet geplaatst       | niet geplaatst |

### Wielersport

#### Wegwielrennen
Mannen
| atleet      | onderdeel    | tijd           | rang           |
| ----------- | ------------ | -------------- | -------------- |
| Lukáš Kubiš | wegwedstrijd | niet gefinisht | niet gefinisht |
| Lukáš Kubiš | tijdrit      | 1:06.25,20     | 37             |
| Juraj Sagan | wegwedstrijd | niet gefinisht | niet gefinisht |

### Worstelen

#### Vrije stijl
Mannen
| atleet        | onderdeel | eerste ronde         | kwartfinale          | halve finale         | herkansing           | finale / BM          | finale / BM    |
| atleet        | onderdeel | tegenstander uitslag | tegenstander uitslag | tegenstander uitslag | tegenstander uitslag | tegenstander uitslag | rang           |
| ------------- | --------- | -------------------- | -------------------- | -------------------- | -------------------- | -------------------- | -------------- |
| Boris Makojev | −86 kg    | Naifonov V 0 - 3     | niet geplaatst       | niet geplaatst       | niet geplaatst       | niet geplaatst       | niet geplaatst |

### Zwemmen
Mannen
| atleet       | onderdeel             | series  | series | halve finale   | halve finale   | finale         | finale         |
| atleet       | onderdeel             | tijd    | rang   | tijd           | rang           | tijd           | rang           |
| ------------ | --------------------- | ------- | ------ | -------------- | -------------- | -------------- | -------------- |
| Richard Nagy | 200 meter vlinderslag | 2.01,91 | 37     | niet geplaatst | niet geplaatst | niet geplaatst | niet geplaatst |
| Richard Nagy | 400 meter wisselslag  | 4.18,29 | 23     | n.v.t.         | n.v.t.         | niet geplaatst | niet geplaatst |

Vrouwen
| atlete             | onderdeel            | series  | series | halve finale   | halve finale   | finale         | finale         |
| atlete             | onderdeel            | tijd    | rang   | tijd           | rang           | tijd           | rang           |
| ------------------ | -------------------- | ------- | ------ | -------------- | -------------- | -------------- | -------------- |
| Andrea Podmaníková | 100 meter schoolslag | 1.08,36 | 28     | niet geplaatst | niet geplaatst | niet geplaatst | niet geplaatst |
| Andrea Podmaníková | 200 meter schoolslag | 2.29,56 | 30     | niet geplaatst | niet geplaatst | niet geplaatst | niet geplaatst |